# Oktyabrszkojei járás (Orenburgi terület)
Az Oktyabrszkojei járás (oroszul Октя́брьский райо́н) Oroszország egyik járása az Orenburgi területen. Székhelye Oktyabrszkoje.

## Népesség
- 1989-ben 22 180 lakosa volt.
- 2002-ben 22 005 lakosa volt.
- 2010-ben 20 018 lakosa volt, melyből 14 267 orosz, 1 977 kazah, 1 975 tatár, 660 baskír, 391 ukrán, 267 örmény.